# 焦曼婷
焦曼婷（1995年9月5日—），臺灣女演員、歌手。2018年参加腾讯视频偶像女团竞演养成类真人秀节目《创造101》，獲得大量關注。

## 演出作品

### 電影
| 年份 | 片名                          | 角色         | 性質     | 導演   | 產地     |
| 2016 | 大尾鱸鰻2                     | 冰淇淋店老闆 | 客串     | 邱瓈寬 | 台灣     |
| 2017 | 天上人間                      | 織女、肖菡   | 女主角   | 鄧健文 | 中國大陸 |
| 2018 | 法醫秦明之車尾遊魂 (網絡電影) | 米吉         | 第二主角 | 衛立洲 | 中國大陸 |
| 2019 | 無毒島                        | 八戒.陳曉丹  | 女主角   | 黃文利 | 中國大陸 |

### 電視電影
| 年份 | 首播頻道 | 劇名           | 飾演角色 | 性質 | 導演          |
| 2016 | 緯來電影 | 麥呆的劈腿日記 | 凱莉     |      | 馬進達.林敏祥 |
| 2016 | 緯來電影 | 溫暖           |          |      | 陳鈺杰        |
| 2017 | 公視     | 人生劇展- 野模 | Amy      |      | 尤鴻翼        |
| 2018 | 緯來電影 | 海吉拉         |          | 客串 | 蔡宓潔        |

### 劇集
| 年份 | 首播頻道               | 劇名                   | 飾演角色 | 性質   |
| 2016 | CHOCO TV               | History系列-離我遠一點 | 腐夢夢   | 女主角 |
| 2019 | 八大綜合台、LINE TV    | 靈異街11號             | 盛惟芬   | 女配角 |
| 2021 | 八大戲劇台、衛視中文台 | 她們創業的那些鳥事     |          | 客串   |
| 2021 | 台視、三立都會台       | 戀愛是科學             | 史黛拉   | 客串   |
| 2024 | 華視、公視台語台       | 無罪推定               | 林曉鈴   | 女配角 |
| 2025 | 大愛電視台             | 我們六個               | 美燕     | 女配角 |

### 短片
- 衛福部短片"溫暖"  飾 學姊
- 2016年: 畢業製作"心囚"  飾 內心灰暗的小羽

### 參加節目
- 腾讯视频创造101
- 全明星運動會第三季 紅隊成員

## 音樂作品
- 「如果我喜歡你」(緯來電視電影《海吉拉 Hijra In Between》主題曲)
- 「創造101」(《創造101》主題曲》，與其他一百位女孩合唱)
- 「木蘭說」（《創造101》第六期主題公演曲目，唱作學院「走火入魔之太太你有事嗎」組合演唱）
- 「不負青春」（《創造101》第八期主題公演曲目，「青春無畏」組合演唱，毛不易作曲）

## 外部連結
- 焦曼婷的Facebook專頁
- 焦曼婷的Instagram帳戶
- 焦曼婷的新浪微博
- 焦曼婷在豆瓣上的资料（简体中文）